# Zygmunt Paweł Rodakowski
Zygmunt Paweł Rodakowski (ur. 7 listopada 1864 w Passy, zm. 17 września 1939 w Krakowie) – polski inżynier.

## Życiorys
Był synem malarza Henryka Hipolita Rodakowskiego i Kamili Wiktorii Zygmunty Sydonii Salzgeber. W 1909 roku ożenił się z wdową po Tadeuszu Kamieniobrodzkim, Stanisławą Marią Kamieniobrodzką z domu Męczyńską. 2 lata studiował na Politechnice Lwowskiej. Podczas studiów należał do Bratniej Pomocy. W 1884 roku zdał pierwszy egzamin rządowy z wyszczególnieniem. Po odbyciu służby wojskowej kontynuował studia na wydziale budowy maszyn szkoły politechnicznej w Charlottensburgu i w szkole politechnicznej w Wiedniu. W 1888 roku zdał drugi egzamin rządowy z wyszczególnieniem.
W latach 1889–1893 pracował w towarzystwie akcyjnym „Société Parisienne de l’air comprimé“ w Paryżu, a od 1893 roku  w Brnie jako inżynier konstruktor we fabryce „Friederich Wannieck et Co“ i w fabryce „Erste Brunner Maschinenfabricksgesellschaft“. W latach 1895–1899 pracował we Lwowie jako przedstawiciel na Galicję fabryki maszyn w Bernie „Brandt i Schuillier". Od maja 1899 roku do jesieni 1900 roku zajmował się budową wodociągów dla Lwowa. Kierował ułożeniem 32 kilometrowego rurociągu od stacji pomp na Woli Dobrostańskiej do zbiornika przy ul Zielonej oraz blisko 79 kilometrów sieci rur w mieście. Koszt budowy wyniósł ponad 505 tysięcy złr. W 1900 roku założył we Lwowie własne przedsiębiorstwo zajmujące się instalacją wodociągów i ogrzewania centralnego. W 1901 roku założył „Przedsiębiorstwo dla opału ropą – Z. Rodakowski –  Sp. z o.o. we Lwowie“, które posiadało około 70 własnych cystern. Działało ono do 1910 roku, gdy upadło po podniesieniu ceł.
W latach 1905–1906 firma Rodakowskiego budowała wodociągi w Zakopanem, Żółkwi, Tarnowie, Krakowie, studnie wodociągowe w Rzeszowie, Nowym Sączu, Drohobyczu, w Bohorodczanach, zakładała elektryczną sieć kablową dla lwowskiej elektrowni. W Spółka Z. Rodakowski, J. Sosnowski i A. Zachariewicz, która działała w latach 1910–1918 wygrała przetarg na obwałowania Wisły w Krakowie. W latach 1912–1913 firma ta wykonała tunel pod korytem Wisły w Bielanach dla wodociągów Krakowa.
Po wybuchu I wojny światowej został powołany do wojska jako oficer pospolitego ruszenia, ale w 1915 roku zwolniono go ze służby.
Po I wojnie światowej  Rodakowski budował studnie zbiorcze w Prałkowcach łącząc je z rozbudowaną przez siebie siecią wodociągową Przemyśla. W 1922 roku założył z Mieczysławem Wójcickim wytwórnię kotłów żelaznych kutych dla centralnego ogrzewania oraz dla nagrzewnic parowych. Biuro spółki mieściło się w Krakowie przy ulicy Zwierzynieckiej, a fabryka przy ulicy Składowej. Gdy spółka rozpadła się, Rodakowski zamieszkał w Krakowie i prowadził nadal wytwórnię kotłów. Zmarł w 1939 roku w Krakowie (na nagrobku podano datę 1 października, ale może to być data pogrzebu) i został pochowany na cmentarzu Rakowickim w grobie razem z ojcem i matką.